# Leptostylis souzalvesae
Leptostylis souzalvesae är en kräftdjursart som beskrevs av Mihai Bacescu och Petrescu 1991. Leptostylis souzalvesae ingår i släktet Leptostylis och familjen Diastylidae. Inga underarter finns listade i Catalogue of Life.